# کانو راوده
کانو راوده (استونیایی: Kuno Raude؛ زادهٔ ۱ ژانویهٔ ۱۹۴۱) معمار، سیاستمدار و نماینده سابق مجلس اهل استونی است.